# Guillaume de Marcillat

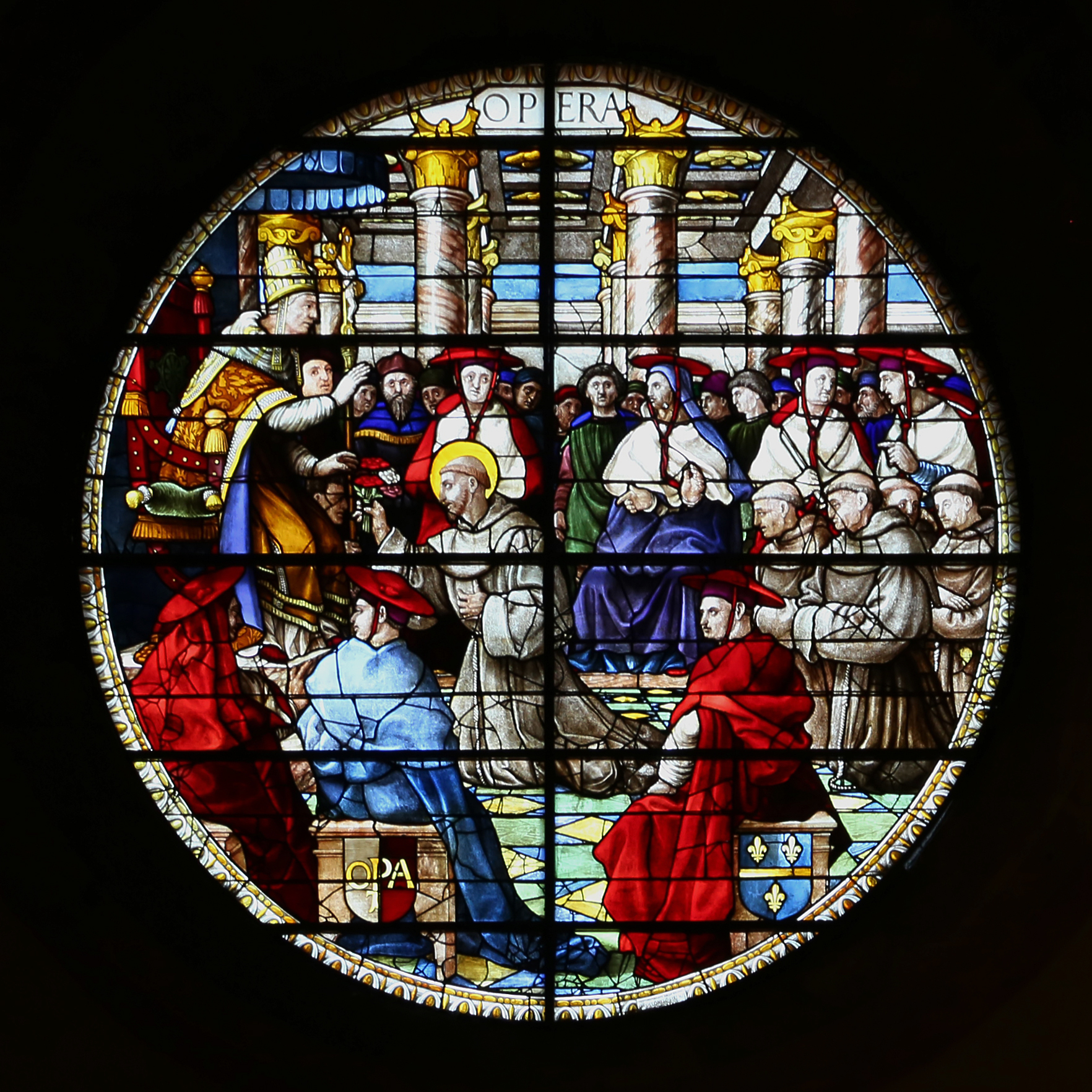
Rosassa de la basílica de Sant Francesc d'Arezzo, de Guillaume de Marcillat

Guillaume de Marcillat (La Châtre, ca. 1470 - Arezzo, 1529) va ser un pintor i artista de vitralls francès que va néixer a La Châtre. Es trobava a Roma cap a l'any 1509, on va treballar per als papes Juli II i Lleó X al Vaticà i a Santa Maria del Popolo, església que conserva les seues obres més antigues conegudes: dos vitralls del cor que representen cadascuna sis escenes de les Històries de Crist i Maria (1509). L'any 1515, va ser reclamat pel cardenal Silvio Passerini a Cortona, on va establir un taller que produí vitralls per a diverses esglésies de la ciutat. Vers el 1519 es trobava a Arezzo, on va fer vitralls per a la catedral i la basílica de Sant Francesc. També va pintar uns frescos sobre temes bíblics a la volta de la catedral d'Arezzo. Va morir en aquesta ciutat l'any 1529.